# Andrea Lucchesini
Andrea Lucchesini (1965, Massa e Cozzale) es un pianista italiano.

## Vida
Lucchesini fue alumno de Maria Tipo y es conocido internacionalmente desde su victoria en el Concurso Dino Ciani, de L'Scala de Milán. Durante su apretada agenda de conciertos, ha trabajado con Directores como Claudio Abbado, Semión Bychkov, Roberto Abbado, Riccardo Chailly, Dennis Russell Davies, Charles Dutoit, Daniele Gatti, Gianluigi Gelmetti, Daniel Harding, Gianandrea Noseda y Giuseppe Sinopoli.
Entre su amplio espectro de actividades, marcadas por el deseo de explorar la música sin límite, se encuentran programas que oscilan entre el repertorio clásico y el actual. Lucchesini ha hecho varias grabaciones, las primeras de las cuales datan de la década de 1980 para EMI Internacional (Sonata en Si menor de Liszt, Sonata Op. 106 “Hammerklavier” de Beethoven y Sonata Op. 58 de Chopin). Luego grabó el Pierrot Lunaire de Schoenberg y Concierto de cámara de Berg para Teldec con la Orquesta Estatal Sajona de Dresde dirigido por Giuseppe Sinopoli. 
Para BMG, el pianista grabó el Concierto Echoing Curves de Luciano Berio bajo la dirección del mismo compositor. Esto marcó uno de los hitos de su estrecha colaboración con Berio. Lucchesini estrenó mundialmente la última y desafiante Sonata de este compositor en 2001; esta obra —junto con otras piezas para piano de Berio— forma parte de un CD para AVIE Records que fue recibido con favorable unanimidad por la crítica internacional. Centra su interés también en el resto de la música del siglo XX, de compositores que incluyen a Alban Berg y Arnold Schönberg. De Schönberg, en la actualidad hay grabaciones con Lucchesini de toda su obra para piano.
Sus interpretaciones de Chopin son muy elogiadas. Igualmente apreciadas son las grabaciones en vivo de Lucchesini del ciclo completo de las 32 sonatas de Beethoven para Stradivarius. Este trabajo fue considerado “CD del mes” por la prestigiosa revista alemana Fonoforum en agosto de 2004.
Desde 1990, el pianista también ha dedicado su atención a la música de cámara, incluyendo en particular una cercana colaboración con el violonchelista Mario Brunello; y explorando varias formaciones en repertorio de música de cámara. Desde 2005 es el director Artístico del Festival de Música de Cámara de Florencia.
Lucchesini también se ha dedicado a la enseñanza. Actualmente enseña en la Scuola di Musica di Fiesole, institución de la cual es director artístico desde 2008. Frecuentemente es invitado a dar clases magistrales en instituciones musicales de Europa como la Musik Höchschule en Hannover, el Sommer Wasserbuger Festspiele y el Musik Höchschule en Salzburgo. Además, es invitado como jurado de numerosos concursos para piano en todo el mundo y fue nombrado Académico de Santa Cecilia en 2008.
Su grabación de los Impromptus de Schubert para AVIE Records en 2010 recibió una respuesta entusiasta de la crítica en todo el mundo

## Premios y reconocimientos
En 1983, ganó el primer premio del Concurso Dino Ciani, en Milán. En 1994 recibió el Premio Academia Chigiana, en 1995, el premio de la crítica F. Abbiati. En agosto de 2004, la grabación de las Sonatas para piano de Beethoven fue galardonada como mejores CD del Mes, y en 2007 recibió Lucchesini por su grabación de la obra para piano de Luciano Berio, el Precio Classic Voz.

## Discografía (selección)
- Frédéric Chopin - Preludios & Impromptus, EMI Classics
- Arnold Schönberg - Pierrot Lunaire/Expectativa, Teldec 1999
- Ludwig van Beethoven - Obras para Violonchelo y Piano I y II, Agora 2000
- Ludwig van Beethoven - Complete Piano Sonatas, Stradivarius 2006
- Luciano Berio - Piano Music, AVIEMORE 2007
- Franz Schubert - Impromptus, AVIE Records 2010